# Żeglarstwo na Letnich Igrzyskach Olimpijskich 1920 – klasa 6,5 metra
Zawody w żeglarskiej klasie 6,5 metra podczas VII Letnich Igrzysk Olimpijskich odbyły się w dniach 7–9 lipca 1920 roku na wodach Ostendy.

## Informacje ogólne
Zawody składały się z trzech wyścigów. Punkty były przyznawane za miejsca zajęte na mecie – liczba punktów równa była zajętej lokacie. Na wynik końcowy składała się suma wszystkich punktów, przy czym wyższą lokatę zajmował jacht o mniejszej liczbie punktów. Przy równej punktacji załóg przeprowadzana była między nimi dogrywka.
Do zawodów zgłosiły się dwa jachty z dwóch reprezentacji. Pierwszy wyścig nie odbył się, bowiem francuski jacht nie dotarł na miejsce rozgrywania zawodów. Holendrzy jednak wygrali pozostałe dwa zdobywając tym samym złote medale.

## Wyniki
| Pozycja | Załoga                                | Jacht       | Wyścig I | Wyścig I | Wyścig II | Wyścig II | Wyścig III | Wyścig III | Ogółem |
| Pozycja | Załoga                                | Jacht       | Pozycja  | Punkty   | Pozycja   | Punkty    | Pozycja    | Punkty     | Punkty |
| ------- | ------------------------------------- | ----------- | -------- | -------- | --------- | --------- | ---------- | ---------- | ------ |
| złoto   | Joop Carp Bernard Carp Petrus Wernink | Oranje      | DNS      | DNS      | 1         | 1         | 1          | 1          | 2      |
| srebro  | Albert Weil Robert Monier Félix Picon | Rose Pompon | DNS      | DNS      | 2         | 2         | 2          | 2          | 4      |